# Pierre Louis Marie Galibert
Pierre Louis Marie Galibert TOR (* 31. Dezember 1877 in Lasfaillades; † 24. Dezember 1965) war ein französischer Ordensgeistlicher und römisch-katholischer Bischof von São Luíz de Cáceres.

## Leben
Pierre Louis Marie Galibert trat der Ordensgemeinschaft der Regulierten Franziskaner-Terziaren und legte am 4. Oktober 1894 die Profess ab. Er empfing am 24. Juni 1902 das Sakrament der Priesterweihe.
Am 15. März 1915 ernannte ihn Papst Benedikt XV. zum Bischof von São Luíz de Cáceres. Der Erzbischof von Cuiabá, Carlos Luiz d’Amour, spendete ihm am 15. August desselben Jahres die Bischofsweihe; Mitkonsekratoren waren der Bischof von Corumbá, Cyrillo de Paula Freitas, und der Weihbischof in Cuiabá, Francisco de Aquino Correia SDB. Die Amtseinführung erfolgte am 8. September 1915.
Papst Pius XII. nahm am 27. April 1954 das von Pierre Louis Marie Galibert vorgebrachte Rücktrittsgesuch an und ernannte ihn zum Titularbischof von Plataea. 